# اسکار سانچس (بازیکن فوتبال، زاده ۱۹۵۵)
اسکار سانچس (اسپانیایی: Oscar Sánchez‎; ۱۵ ژوئیهٔ ۱۹۵۵ – ۲۵ ژوئیهٔ ۲۰۱۹) بازیکن فوتبال اهل گواتمالا بود.
از باشگاه‌هایی که در آن بازی کرده‌است می‌توان به باشگاه فوتبال مونیسیپال اشاره کرد.
وی همچنین در تیم ملی فوتبال گواتمالا بازی کرده‌است.